# یوگا درمانی

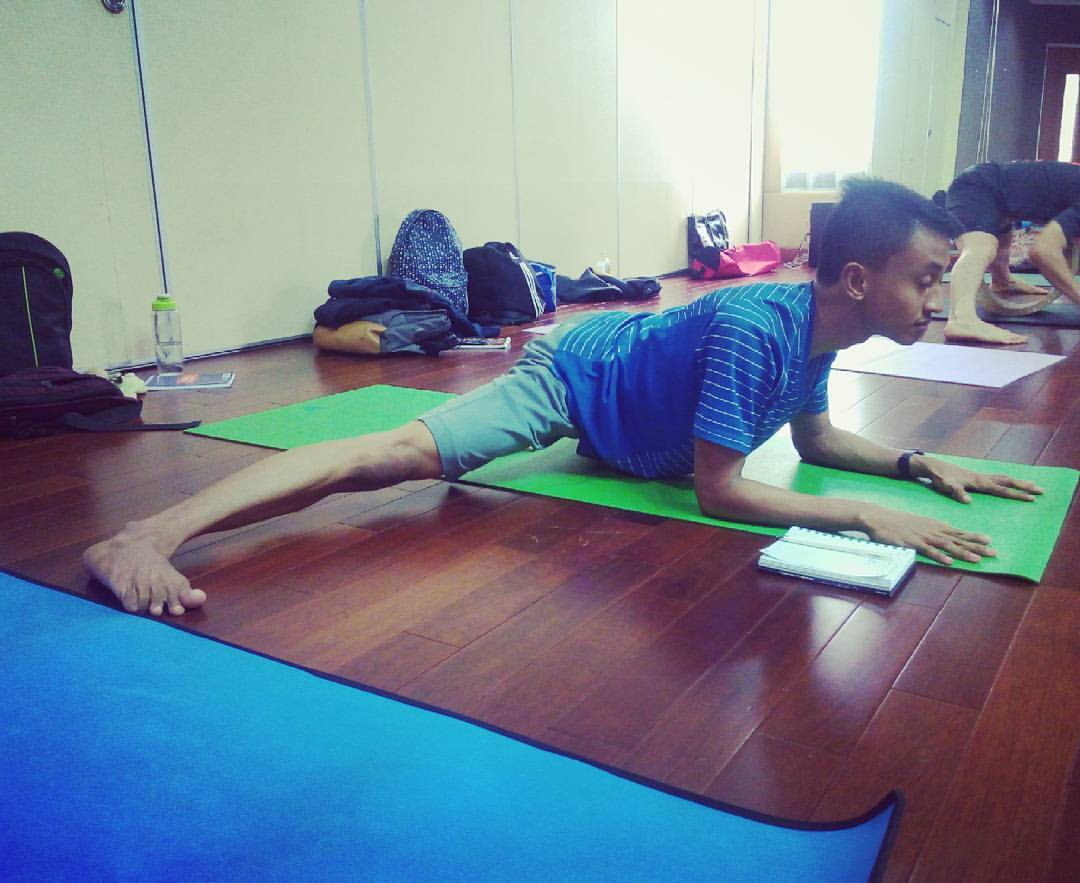
کارگاه آموزشی یوگا درمانی، جاکارتا، ۲۰۱۶

یوگا درمانی، استفاده از یوگا به عنوان تمرین بدنی است، که عمدتاً شامل حرکت‌های بدنی به نام آسانا بوده و به عنوان فرم ملایمی از تمرین بدنی و تمدد اعصاب است که به‌طور خاص با هدف بهبود سلامتی انجام می‌شود. این شکل از یوگا به‌طور گسترده در کلاس‌ها تمرین می‌شود و ممکن است شامل مدیتیشن، تصویر سازی (imagery)، تمرین تنفسی (پرانایاما) و موسیقی آرام بخش و همچنین حرکت‌های بدنی یوگا باشد.
دست‌کم سه نوع ادعای سلامتی برای یوگا مطرح شده است: ادعای سِحر آمیزی برای هاتا یوگا سده میانی و از جمله توانایی شفابخشی آن، ادعاهای بدون پشتوانه در مورد منفعت برای سیستم‌های اندام ناشی از تمرین آسانا و ادعاهای کم و بیش به خوبی حمایت شده در مورد منفعت‌های خاص پزشکی و روانشناختی ناشی از مطالعات در ابعاد مختلف با استفاده از طیف گسترده‌ای از روش‌شناسی می‌باشد.
مرور سیستماتیک اثرات مفید یوگا بر کمردرد و افسردگی را ثابت کرده است، اما با وجود تحقیقات زیاد، شواهد اندک از فواید آن برای شرایط پزشکی خاص وجود دارد. مطالعه یوگای حساس به تروما (trauma-sensitive yoga) به دلیل روش‌شناسی ضعیف با مشکل مواجه شده است.

## زمینه

آموزشگاه‌های مختلف یوگا را با تأکید بر نرمش هوازی (همچون بیکرام یوگا)، دقت در آسانا (نظیر آینگار یوگا) و معنویت (نظیر شیواناندا یوگا) آموزش می‌دهند. «هاتا یوگا» غیررسمی یا فاقد بِرَند (با هاتا یوگا سده میانی اشتباه نشود) ممکن است ترکیبی از این موارد را آموزش دهد.

کلاس‌های یوگا که به عنوان درمان مورد استفاده واقع می‌شوند به‌طور معمول شامل آسانا (حرکات کششی)، پرانایاما (تمرین‌های تنفسی) و تن‌آرامی در شاوآسانا (دراز کشیدن) است. آسانا جسمانی یوگا امروزی وابسته به رسوم هاتا یوگا سده میانی هستند ولی تا قبل از اوایل قرن بیستم، انجام آنها به‌طور گسترده در هند مرسوم نبود. 
از اواخر قرن بیستم، تعداد آموزشگاه و سبک‌های یوگا در دنیای غرب به سرعت افزایش پیدا کرده است. در سال ۲۰۱۲، دست‌کم ۱۹ سبک رایج از آشتانگا وینیاسا یوگا تا وینی‌یوگا وجود داشت. آنها بر جنبه‌های مختلف، از جمله نرمش هوازی، دقت در آسانا و معنویت در رسوم هاتا یوگا تأکید دارند. این جنبه‌ها می‌تواند توسط آموزشگاه‌ها با سبک‌های مشخص نشان داده شود. بیکرام یوگا حاوی سبک نرمش هوازی بوده که همراه با اتاق‌های داغ تا دمای ۱۰۵ درجه فارنهایت (۴۱ درجه سانتی‌گراد) و توالی ثابت ۲ نرمش تنفسی و ۲۶ اجرای آسانا در هر جلسه است. آینگار یوگا بر توازن صحیح در حالت‌های قرارگیری تأکید دارد، فعالیت‌ها به آهستگی انجام می‌پذیرد، در صورت نیاز از وسایل جانبی استفاده می‌شود و با آرامش خاتمه می‌یابد. شیواناندا یوگا بیشتر روی تمرین معنوی تمرکز دارد و با ۱۲ حالت بنیادی، مناجات به زبان سانسکریت، نرمش‌های تنفسی پرانایاما، مدیتیشن و تمدد اعصاب در هر کلاس، و اهمیت دادن به رژیم گیاه‌خواری همراه است.

## ادعاهای گوناگون
دست‌کم سه نوع ادعای متفاوت دربارهٔ فواید درمانی یوگا از دوران سده میانی به بعد مطرح شده‌اند که شامل توانایی شفابخشی، ادعاهای زیست‌پزشکی برای اهداف بازاریابی و ادعاهای پزشکی خاص می‌باشند و این موارد بدون احتساب ادعاهای عمومی‌تری است که در این دوران برای فواید سلامتی یوگا مطرح هستند. هیچ‌یک از دو گزینه ابتدایی با شواهد و منابع قابل اطمینان همراه نیستند. گزینه ادعاهای پزشکی توسط شواهد و منابع با کیفیت‌های مختلف، از مطالعه موردی تا کارآزمایی‌های کنترل‌شده و در نهایت بازنگری سیستماتیک کارآزمایی‌های متعدد همراه هستند.
توانایی فرا طبیعی
نویسندگان سده میانی اظهار داشته‌اند که هاتا یوگا دارای فواید جسمی (و نیز معنوی) است و توانایی‌های فرا طبیعی، از جمله شفابخشی را در دسترس قرار می‌دهد. در هاتا یوگا پرادیپیکا ذکر گردیده است که آساناها به‌طور کلی، به عنوان اولین یاری‌رسان هاتا یوگا توصیف شده‌اند که «ثبات، سلامتی و طراوت بخشی اندام» را به ارمغان می‌آورند. طبق ادعاهای آن، آساناهای ویژه فواید بیشتری به همراه دارند، به عنوان نمونه پاچی‌موتان‌اسانا «هضم مواد غذایی (آتش گوارشی) را افزایش می‌دهد، چربی شکم را از بین برده و سلامتی به ارمغان می‌آورد»، شاوآسانا «خستگی را برطرف کرده و آرامش ذهن را به همراه می‌آورد» در حالی که پادماسانا «تمام بیماری‌ها را از بین می‌برد.»  این ادعاها، خصیصه تمام فرم‌های یوگا است مبنی بر اینکه افرادی که مبادرت به تمرین یوگا می‌کنند می‌توانند توانایی فوق‌طبیعی را کسب کنند. در یوگاشاسترا هماچاندرا، فهرست توانایی فراطبیعی از جمله سلامتی و نابود سازی سموم بدن، ذکر شده است.
ادعاهای زیست پزشکی به منظور بازاریابی

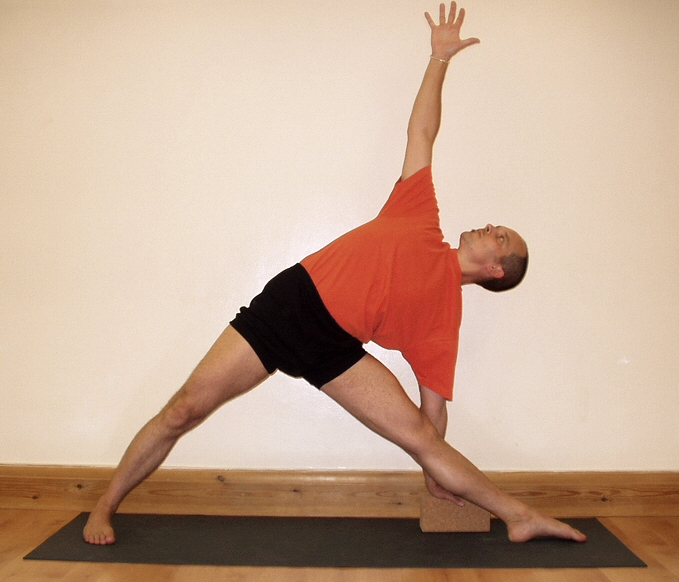
سبک‌های یوگا در رویکرد خود به آسانا متفاوت هستند. آینگار یوگا بر صحت و درستی تأکید دارد، این تصویر فرد متبحری را نشان داده است که از آجر یوگا برای دستیابی به تراز صحیح در حرکت تریکوناسانا استفاده می‌کند.

طرفداران یوگا در برخی از آموزشگاه‌ها در قرن بیستم، همچون بی.کی.اس آینگار، به دلایل گوناگون ادعایی در مورد تأثیرات یوگا بر اندام‌های خاصی از بدن مطرح کرده‌اند بدون اینکه هیچ مستنداتی ارائه دهند. آندره‌آ جین، پژوهشگر یوگا ادعاهای آینگار را ارتباط با «ارائه و مستحکم کردن پایه برَند یوگای خود» و «بازاریابی قوی» توصیف می‌کند و کتاب آینگار با نام پرتو بر یوگا منتشر شده در سال ۱۹۶۶ را «مسلماً مهم‌ترین رویداد در فرایند تحکم برند» می‌نامد. برنی گورلی، مربی یوگا خاطر نشان می‌کند که این کتاب نه شرحی در مورد منع مصرف قاعده‌مند نموده و نه مستنداتی برای ادعاهای مبنی بر فواید، ارائه کرده است.

## انواع عملکردها
درمانگری با یوگا
انجمن بین‌المللی متخصصین یوگا درمانی تعریفی در مورد یوگا درمانی ارائه کرده است که طیف گسترده‌ای از فعالیت‌ها و تمرین‌ها را در بر می‌گیرد و آن را «فرایند توانمندسازی افراد در جهت بهبود سلامتی و تندرستی از طریق به کارگیری تعالیم و ممارست‌های یوگا» نامیده است.
پیشینه درمانگری با یوگا به پیشگامان یوگای مدرن، تیرومالای کریشناماچاریا و آینگار باز می‌گردد. در اوایل سال ۱۹۴۰، آینگار از یوگا به عنوان درمان برای بیماری‌های عمومی همچون مشکل‌ سینوس، کمردرد و خستگی شدید بهره می‌برد.
پزشکی ورزشی
از دیدگاه پزشکی ورزشی، عملکرد آساناها به عنوان کشش‌های کنشگر، به ماهیچه‌ها در برابر آسیب کشیدگی محافظت می‌کند. لازم است تا اینها به طور یکسان برای هر دو سمت اجرا شود، در صورتی که برای فیزیوتراپی از آنها استفاده می‌شود، ابتدا روی سمت قویتر به کار گرفته شود‌.

## ایمنی
اگر چه یوگا تا حدودی ایمن است ولی به خاطر تمرینات بدنی فاقد خطر نیست. اقدامات احتیاطی منطقی همچون جلوگیری از تمرین‌های پیشرفته برای مبتدیان، عدم استفاده از قرص‌های روان‌گردان هنگام تمرین‌های بدنی و اجتناب از رقابت‌جویی می‌تواند مفید واقع شود.
هر سال، درصد کمی از متخصصان یوگا همانند صدمات ورزشی، دچار آسیب بدنی می‌شوند. تمرین یوگا، به خاطر هایپراکستنشن یا چرخش گردن که ممکن است عامل تشدید دیسکسیون عروق گردنی باشد، عاملی برای صدمه دیدگی ذکر شده است.